# IHeartRadio Music Award al miglior nuovo artista pop

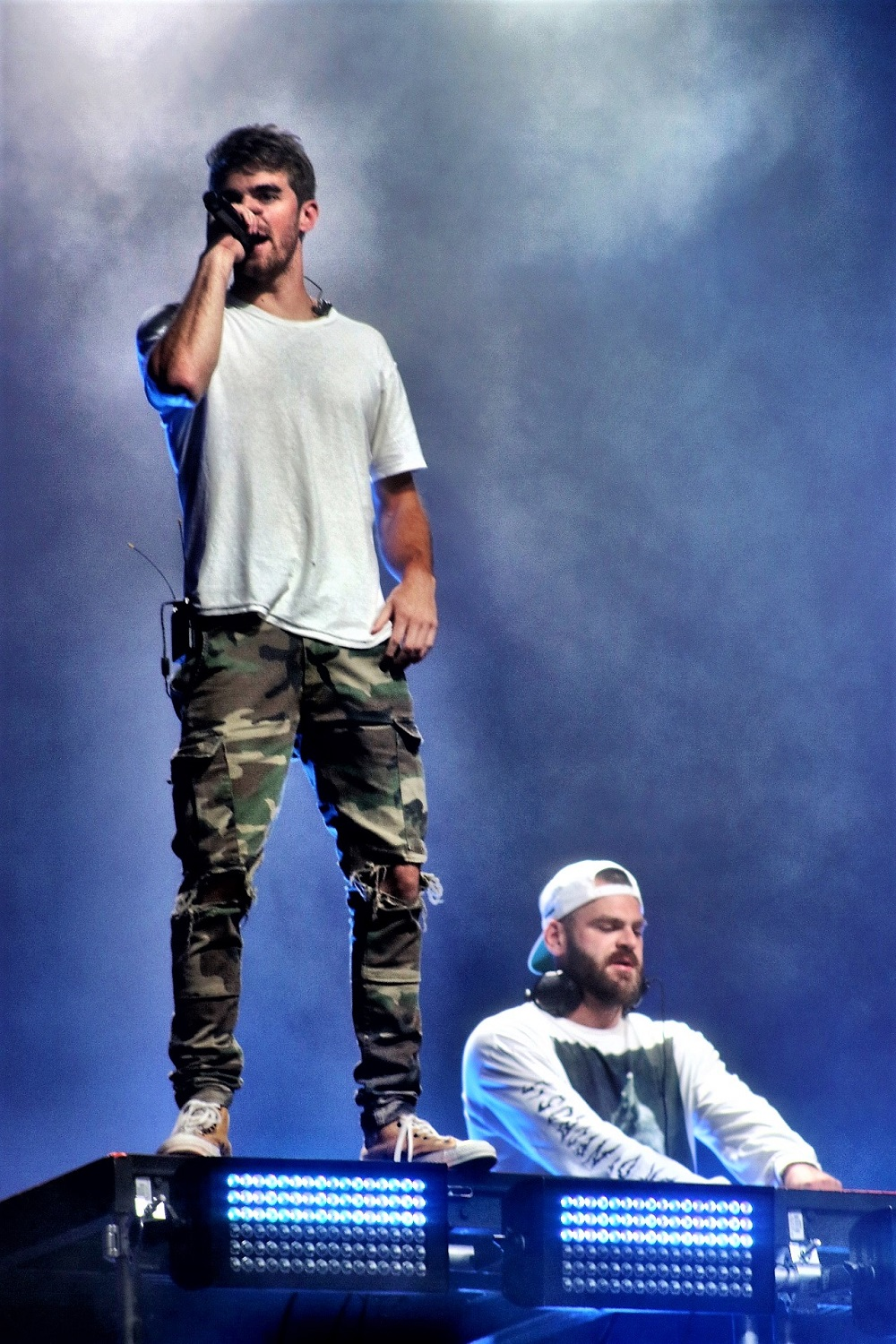
I The Chainsmokers sono stati i primi riceventi del premio Miglior nuovo artista pop.

L'iHeartRadio Music Award al miglior nuovo artista pop (iHeartRadio Music Award for Best New Pop Artist) è un premio assegnato annualmente a partire dal 2017 nell'ambito degli iHeartRadio Music Awards, dedicato agli artisti emergenti di musica pop. Il premio è stato assegnato per la prima volta ai The Chainsmokers in occasione della IV edizione della cerimonia.
In origine, nel periodo compreso tra il 2014 e il 2017, veniva assegnato il premio generale senza distinzione di genere, intitolato semplicemente Miglior nuovo artista (iHeartRadio Music Award for Best New Artist). Dall'edizione del 2017 in poi sono stati istituiti nuovi premi basati sull'appartenenza dei generi musicali degli artisti. La categoria generale Miglior nuovo artista è stata assegnata per l'ultima volta nel 2017, unica edizione in cui sono state presenti sia la categoria generale dei nuovi artisti sia le categorie suddivise in generi musicali, vinta anche questa dai The Chainsmokers.

## Vincitori e candidati
I vincitori sono elencati al primo posto e evidenziati in grassetto.

### Anni 2010
- 2017[2]
  - The Chainsmokers
  - Alessia Cara
  - Daya
  - Lukas Graham
  - Zayn
- 2018[3]
  - Niall Horan
  - Camila Cabello
  - Logic
  - Julia Michaels
  - Liam Payne
- 2019[4]
  - Marshmello
  - Bazzi
  - Lauv
  - Max Schneider
  - NF

### Anni 2020
- 2020[5]
  - Lizzo
  - Ava Max
  - Fletcher
  - Lewis Capaldi
  - Lil Nas X
- 2021[6]
  - Doja Cat
  - 24kGoldn
  - Blackbear
  - JP Saxe
  - Pop Smoke
- 2022[7]
  - Olivia Rodrigo
  - Giveon
  - The Kid Laroi
  - Måneskin
  - Tate McRae
- 2023[8]
  - Jax
  - Dove Cameron
  - Gayle
  - Nicky Youre
  - Steve Lacy
- 2024[9]
  - Jelly Roll
  - David Kushner
  - Doechii
  - Rema
  - Stephen Sanchez
- 2025[10][11]
  - Teddy Swims
  - Benson Boone
  - Chappell Roan
  - Gracie Abrams
  - Shaboozey